# Сон (станция)
Сон — станция Абаканского региона Красноярской железной дороги в селе Сонском Боградского района Республики Хакасия. Расположена на линии Ачинск — Тигей, в 317 км от Ачинска, в 118 км от Тигея и в 143 км от Абакана. Была открыта в 1916 году при строительстве Ачинско-Минусинской железной дороги. Названа по реке Сон, протекающей неподалёку.
Станция находится на уступе: с западной стороны станции рельеф повышается, с восточной — понижается. Внизу находится село Сонское. Путевое развитие представлено 5 путями, стрелки ручные. Пассажирских платформ две: островная, между первым и вторым путями, и боковая, расположенная вместе с вокзалом с восточной стороны станции. Вокзал расположен немного ниже путей. Внутри его есть зал ожидания для пассажиров, касса не работает с 1 июня 2012 года. Теперь продажа билетов организована непосредственно в вагонах. Ближайшие работающие кассы на станциях Ербинская и Шира.
До начала 1990-х годов на станции было веерное депо, осуществлялась смена локомотивов проходящих поездов. Ныне депо разрушено.
Через станцию следует и имеет остановку по ней один пассажирский поезд:
| № поезда | Маршрут движения | № поезда | Маршрут движения |
| -------- | ---------------- | -------- | ---------------- |
| 67       | Абакан — Москва  | 68       | Москва — Абакан  |

До 23 мая 2013 года курсировал поезд Красноярск — Абакан, в ходу по понедельникам, средам и пятницам, обратно по вторникам, четвергам и воскресеньям (до летнего графика 2011 года ежедневно).

## Сонский тоннель
Сонский тоннель длиной 755 м расположен в 7 км севернее станции Сон. Проходит через Батенёвский кряж. С 1998 года закрыт на реконструкцию для расширения свода под электрификацию. В середине 1990-х годов началось строительство временного обхода через Батенёвский кряж, взамен тоннеля. На вершине была отрыта глубокая выемка, ставшая переломом профиля на новом обходе и получившая название Сонский перевал. Обход получился с крутыми уклонами: 18 тысячных на юг, в сторону Абакана и 20 тысячных в сторону Ачинска. В связи с этим на этом участке грузовые поезда следуют с толкачами. Фактически работы по реконструкции тоннеля не ведутся, поэтому временный обход постепенно превратился в постоянный. Трудность преодоления вынужденных крутых подъёмов сохраняется. Необходимость электрификации всей линии постепенно отпала в связи с уменьшением движения поездов по линии в последние годы.

## Фотогалерея
| - Вид на север, в сторону Ачинска | - Объявление о закрытии билетной кассы с 1 июня 2012 года | - Насыпь бывшего пути к Сонскому тоннелю, перегон Тисин — Сон, вид на юг |